# Євгенія Голдштерн
Євгенія Голдштерн (1884—1942) — австрійська антропологиня, яка проводила дослідження альпійської народної культури в Швейцарії.

## Біографія
Євгенія Голдштерн народилася в Одесі в 1884 році в родині євреїв, була молодшою з 14 дітей. У 1905 році вона переїхала до Австрії і через п'ять років почала вивчати антропологію у Віденському університеті. Там вона навчалася у Міхаеля Габерландта, на той час провідного діяча в галузі вивчення та збирання народного мистецтва. Габерландт і його син, Артур Габерландт, стали прихильниками Третього Рейху і розірвали свої зв'язки з єврейськими колегами.
Дослідницькі інтереси Голдштерн були зосереджені на культурі Західних Альп. Зосереджуючись на комуні Бессан, Голдштерн створила одну з перших в історії етнографічних монографій про громаду, в якій описала життя та економіку європейського гірського села. Її дослідження почалися в 1912 році, вона провела зиму 1913—1914 років, живучи в громаді. Під час перебування у Швейцарії її підтримував етнограф Арнольд Ван Геннеп. Її дослідження помітно відійшли від типової тогочасної наукової думки, яка зображувала культуру Альп як ідеалізовану та незмінну. Особливу увагу в її дослідженнях приділено маленьким іграшкам ручної роботи. Її перша й остання статті, опубліковані у віденському етнографічному журналі Wiener Zeitschrift für Volkskunde, стосувалися іграшок. Багато речей, зібраних під час своєї роботи, вона передала Музею етнології у Відні.
Початок Першої світової війни перервав дослідження Голдштерн. Продовживши навчання в Університеті Невшателя, вона отримала ступінь доктора філософії в Університеті Фрібурга в 1920 році під керівництвом професора Поля Жирардена.
Як жінка в сфері, де домінують чоловіки, і в дедалі більш антисемітському кліматі Австрії, Голдштерн намагалася знайти постійну посаду у своїй галузі. До кінця 1920-х років Голдштерн припинила публікацію та відійшла від своїх польових досліджень. У 1937 році роботи Голдштерн разом із роботами фон Геннепа були представлені на виставці про Савою на Міжнародній виставці в Парижі. Однак із захопленням Австрії нацистською Німеччиною в 1938 році євреї були офіційно виключені з громадського життя та піддані антисемітським расовим законам. Багато членів її родини втекли з Відня, але Голдштерн залишилася в місті. 14 червня 1942 року Голдштерн була депортована до табору смерті Собібор у Польщі, де була вбита.

## Посмертні виставки
У 2004—2005 роках у Віденському музеї етнології була представлена колекція предметів швейцарського народного мистецтва Голдштерн на виставці під назвою «Ur-Ethnographie». У 2007 році Музей Дофінуа та Савуазький музей провели виставку про неї та її творчість.

## Публікації
- Alpine Spielzeugtiere. Ein Beitrag zur Erforschung des primitiven Spielzeuges, in: Wiener Zeitschrift für Volkskunde, 29. Jg., Heft 3–4, Wien 1924
- Beiträge zur Volkskunde des Lammertales mit besonderer Berücksichtigung von Abtenau (Tännengau), in: Zeitschrift für österreichische Volkskunde, Wien 1918
- Bessans, Vie d'un village de haute Maurienne, Traduction Francis Tracq et Melle Schaeffer, Challes-les-Eaux 1987
- Eine volkskundliche Erkundungsreise im Aostatale (Piemont). (Vorläufige Mitteilung), in: Wiener Zeitschrift für Volkskunde, 28. Jg., Heft 1, Wien 1923
- Hochgebirgsvolk in Savoyen und Graubünden. Ein Beitrag zur romanischen Volkskunde. I. Bessans, Volkskundliche monographische Studie über eine savoyische Hochgebirgsgemeinde (Frankreich). II. Beiträge zur Volkskunde des bündnerischen Münstertales (Schweiz), Wien 1922
- 'Eugénie Goldstern (1884—1942), Ethnologue de l'arc alpin: Oeuvres complètes', (Trans: Gansel, Mireille) 2008 (ISBN 9782355670053)